# Бален (Ер)
Бален (фр. Bâlines) насеље је и општина у северној Француској у региону Горња Нормандија, у департману Ер која припада префектури Евре.
По подацима из 2011. године у општини је живело 464 становника, а густина насељености је износила 124,4 становника/km². Општина се простире на површини од 3,73 km². Налази се на средњој надморској висини од 169 метара (максималној 175 m, а минималној 149 m).

## Демографија
| 1962. | 1968. | 1975. | 1982. | 1990. | 1999. | 2011. |
| ----- | ----- | ----- | ----- | ----- | ----- | ----- |
| 190   | 264   | 380   | 426   | 421   | 407   | 464   |

График промене броја становника у току последњих година